# Гладкая
Гла́дкая — река в Хасанском районе Приморского края России. Длина — 44 км, площадь бассейна — 458 км², падение — 168 м. Средняя ширина реки в устье 3-6 м. Глубины реки 0,2-0,4 м.
Берёт начало на склоне Сухановского перевала на высоте 180 м. Впадает река в бухту Экспедиции залива Посьета Японского моря.
Основные притоки стекают с Чёрных гор и впадают в реку справа — Большая Гладкая (ранее — Чапигоу), Виноградная (ранее — Тизинхэ), Большая Барановка.
В нижнем течении река приобретает равнинный характер, водятся карась, сазан и сом. В устье реки зимуют пиленгас, краснопёрка и писуч.
Населённые пункты на реке, сверху вниз: Сухановка, Гвоздево, Зайсановка.